# Henrich Steffens
Henrich Steffens (spotykana także skandynawska pisownia imienia Henrik, czasem zniemczona do Heinrich; ur. 2 maja 1773 w Stavanger, Norwegia, zm. 13 lutego 1845 w Berlinie) – niemiecki filozof, przyrodnik i poeta, profesor mineralogii, fizjologii i historii naturalnej w Halle, we Wrocławiu i w Berlinie.

## Życiorys
Jako czternastolatek przyjechał z rodzicami do Kopenhagi, tam od 1790 studiował nauki przyrodnicze i teologię, potem od 1796 studiował na Uniwersytecie Christiana-Albrechta w Kilonii, a stamtąd po roku przeniósł się do Friedrich-Schiller-Universität w Jenie, gdzie był uczniem Friedricha von Schellinga. W 1800 wyjechał do Freibergu, a po dwóch latach wrócił do Kopenhagi. W 1804 pojechał do Halle, gdzie wykładał na Uniwersytecie Marcina Lutra. W latach 1811–1832 był profesorem fizyki na Königliche Universität Breslau. 10 lutego 1813, podczas kampanii antynapoleońskiej, we wrocławskim konwencie św. Józefa przy ulicy Kuźniczej ogłosił zaciąg studentów Uniwersytetu do regimentu ochotniczego. Później, podczas bitwy pod Lipskiem w październiku 1813, wstąpił w stopniu podporucznika do armii pruskiej. Z oddziałem zwerbowanych we Wrocławiu studentów wkroczył do Paryża, kiedy wojska pruskie, austriackie i rosyjskie przełamały obronę miasta wiosną 1814.
Po powrocie do Wrocławia pozostawał tu jeszcze do 1832, kiedy przyjął zaproszenie do Berlina, gdzie został rektorem w semestrze zimowym 1834-1835, gdzie zmarł w 1845.

## Prace
- Beiträge zur inneren Naturgeschichte der Erde, 1801
- Grundzüge der philosophischen Naturwissenschaft, Berlin 1806
- Geognostische geologische Aufsätze, Hamburg 1810
- Über die Bedeutung der Farben in der Natur, Hamburg 1810 (wersja zdigitalizowana)
- Handbuch der Oryktognosie, 4 tomy, Berlin 1811–1824
- Turnziel, Breslau 1818
- Die gute Sache, Leipzig 1819 (wersja zdigitalizowana)
- Karikaturen des Heiligsten, 2 tomy, Leipzig 1819–1821
- Anthropologie, 2 tomy, Breslau 1824
- Von der falschen Theologie und dem wahren Glauben, Breslau 1824, wznowienie 1831
- Der Norwegische Storthing im Jahre 1824. Geschichtliche Darstellung und Aktenstücke, Berlin 1825 (wersja zdigitalizowana)
- Die Familien Walseth und Leith, 5 tomów, 1827
- Die vier Norweger, 6 tomów, 1828
- Malkolm, 2 tomy, 1831
- Wie ich wieder Lutheraner wurde, Breslau 1831
- Novellen. Gesammt-Ausgabe, 16 tomów, Breslau 1837–1838 (wersja zdigitalizowana)
- Christliche Religionsphilosophie, 2 tomy, Breslau 1839
- Was ich erlebte, 10 tomów, Breslau 1840-1845 (autobiografia)
- Nachgelassene Schriften, Berlin 1846